# Tricholabus flavovariegatus
Tricholabus flavovariegatus är en stekelart som först beskrevs av Brethes 1927.  Tricholabus flavovariegatus ingår i släktet Tricholabus och familjen brokparasitsteklar. Inga underarter finns listade i Catalogue of Life.